# Jikkyō Power Pro Wrestling '96: Max Voltage
Jikkyō Power Pro Wrestling '96: Max Voltage (実況パワープロレスリング'96 マックス ボルテージ Jikkyō Pawā Puro Resuringu '96 Makksu Borutēji ?) es un videojuego de lucha libre para Super Famicom publicado por Konami en 1996 exclusivamente en Japón.